# Budeč (ort i Tjeckien, Södra Böhmen)
Budeč är en ort i Tjeckien.   Den ligger i regionen Södra Böhmen, i den centrala delen av landet, 140 km sydost om huvudstaden Prag. Budeč ligger 489 meter över havet och antalet invånare är 238.
Terrängen runt Budeč är huvudsakligen platt. Budeč ligger nere i en dal.Runt Budeč är det ganska glesbefolkat, med 25 invånare per kvadratkilometer. Närmaste större samhälle är Moravské Budějovice, 16,4 km öster om Budeč. Trakten runt Budeč består till största delen av jordbruksmark.